# Montaut (Pirenei Atlantici)
Montaut è un comune francese di 1 127 abitanti situato nel dipartimento dei Pirenei Atlantici nella regione della Nuova Aquitania.

## Società

### Evoluzione demografica
Abitanti censiti